# Neocoelidia balli
Neocoelidia balli är en insektsart som beskrevs av Knull 1942. Neocoelidia balli ingår i släktet Neocoelidia och familjen dvärgstritar. Inga underarter finns listade i Catalogue of Life.